# Tanya Chua
Tanya Chua, Cai Jian Ya (蔡健雅S, Cài JiànyǎP; Singapore, 28 gennaio 1975), è una cantante, compositrice e produttrice discografica singaporiana.
È una popstar attualmente rinomata in gran parte dell'Asia, inclusi paesi quali Taiwan, Singapore, Cina e Hong Kong.

## Biografia
Tanya Chua ha iniziato a cantare in inglese, pubblicando il suo primo album inglese, Bored, nel 1997. È stata anche la prima singaporiana a vincere un premio all'"Asia Song Festival", arrivando prima nella categoria "Non Pubblicati" nel 1998, prima di continuare i suoi studi al Musicians Institute di Hollywood, Los Angeles. Tuttavia, il mercato del pop inglese a Singapore non era molto esteso, e presto la cantante preferì cantare in cinese, il quale era molto richiesto a livello di mercato asiatico.
Tanya firmò un contratto con la Universal Music Taiwan nel 1998 e pubblicò il suo primo album in mandarino, Breathe, nel 1999. L'album presentava le melodie delle sue canzoni inglesi, unite a testi cinesi scritti da compositori taiwanesi. Fu un grande successo a Taiwan, dove la cantante si fece un nome come cantautrice rispettabile. Tra il 1999 e il 2001, tuttavia, le vendite dei suoi album successi furono mediocri, e ciò portò la Universal Music a tagliare il suo contratto. Nel 2001, Tanya si esibì nel suo paese natìo per la Parata della Festa Nazionale, la cui canzone tema era "Where I belong", un grande successo composto da lei.
Nonostante il momentaneo insuccesso, Tanya rispuntò nel 2003 con un nuovo album ed un contratto con la Warner Music Taiwan. Il suo nuovo album più fiducioso e sicuro, Stranger, scalò le classifiche di Taiwan fino ad arrivare in vetta. Tale successo fu principalmente dovuto ad un sistema di mercato e ad un packaging astuto che rese più femminile l'immagine di Tanya, che fino ad allora era stata rock-chic, e unì la sua voce calda e liscia a ballate romantiche e mature che potevano identificarsi con l'ascoltatore. Il suo secondo album con la Warner, Amphibian (2005), le fece vincere un premio alla cerimonia di premiazione musicale più prestigiosa di Taiwan, i Golden Melody Awards. La pubblicazione di una sua raccolta di singoli nel 2006, T-time, segnò la fine del suo contratto con la Warner, e l'inizio del contratto con l'etichetta sotto la quale pubblica i suoi lavori ancora oggi, l'Asia Muse. Tanya è ancora attiva nel mondo dei media, appare occasionalmente sulla televisione singaporiana grazie ad articoli relativi allo yoga. Il suo album Goodbye and Hello (2007) è stato nominato sette volte ai diciannovesimi Golden Melody Awards. Ha ottenuto varie volte di seguito il premio come "Miglior Artista Donna"; si è anche guadagnata il premio come "Miglior Produttrice".

### Curiosità
Parla fluentemente cinese, inglese ed indonesiano, che è mutuamente intelligibile con il malay.

## Discografia

### Album cinesi
| Numero dell'album | Informazioni sull'album                                                                        |
| ----------------- | ---------------------------------------------------------------------------------------------- |
| 1º                | Tanya / 蔡健雅 - Pubblicato: gennaio 1999 - Etichetta: Polygram - Lingua: cinese               |
| 2º                | Remember / 記念 - Pubblicato: 23 marzo 2000 - Etichetta: Universal Music - Lingua: cinese      |
| 3º                | I Do Believe / 相信 - Pubblicato: 13 aprile 2001 - Etichetta: Universal Music - Lingua: cinese |
| 4º                | STRANGER / 陌生人 - Pubblicato: 6 giugno 2003 - Etichetta: Warner Music - Lingua: cinese       |
| 5º                | Amphibian / 雙棲動物 - Pubblicato: 7 gennaio 2005 - Etichetta: Warner Music - Lingua: cinese   |
| 6º                | Goodbye & Hello - Pubblicato: 19 ottobre 2007 - Etichetta: Asia Muse - Lingua: cinese          |

### Album inglesi
| Numero dell'album | Informazioni sull'album                                                          |
| ----------------- | -------------------------------------------------------------------------------- |
| 1º                | Bored - Pubblicato: dicembre 1997 - Etichetta: Yellow Music - Lingua: inglese    |
| 2º                | Luck - Pubblicato: dicembre 1999 - Etichetta: Yellow Music - Lingua: inglese     |
| 3º                | Moments of Magic - Pubblicato: 1999 - Etichetta: Hype Records - Lingua: inglese  |
| 4º                | Jupiter - Pubblicato: 13 luglio 2003 - Etichetta: Warner Music - Lingua: inglese |

### Raccolte
| Numero dell'album | Informazioni sull'album                                                                                 |
| ----------------- | --- |
| 1º                | Tacit Understanding / 默契 - Pubblicato: 12 dicembre 2001 - Etichetta: Universal Music - Lingua: cinese |
| 2º                | T-Time (新歌+精選) - Pubblicato: 2 giugno 2006 - Etichetta: Warner Music - Lingua: cinese               |
| 3º                | My Space (新歌+精選) - Pubblicato: luglio 2008 - Etichetta: Asia Muse - Lingua: cinese, inglese         |

## Riconoscimenti
| Anno | Premio |
| ---- | --- |
| 1998 | - Asia Song Festival 1998 (Filippine), "Miglior composizione musicale" (Hear Me) |
| 1999 | - Sesti Singapore Hit Awards, "Miglior composizione musicale locale" (好無聊) |
| 2000 | - Settimi Singapore Hit Awards, "Miglior composizione musicale locale" (紀念) |
| 2004 | - Undicesimi Singapore Hit Awards, "Miglior composizione musicale locale" (夜盲症) - Undicesimi Singapore Hit Awards, "Miglior arrangiamento musicale locale" (無底洞) |
| 2005 | - Dodicesimi Singapore Hit Awards, "Miglior Artista Compositrice" - Quinti Global Chinese Music Awards, "Artista Compositrice più Popolare" - Quinti Global Chinese Music Awards, "Duetto più popolare" (原點) |
| 2006 | - Diciassettesimi Taiwan Golden Melody Awards, "Miglior cantante donna dell'anno" (Amphibian 雙棲動物) - Sesti Global Chinese Music Awards, "Canzone in Top 20" per 'Beautiful Love' - Sesti Global Chinese Music Awards, "Miglior composizione" per '障眼法' |
| 2007 | - Quattordicesimi屆東方風雲榜, "Top 5 Artisti Regionali" (Singapore) |
| 2008 | - Diciannovesimi Taiwan Golden Melody Awards, "Miglior cantante donna dell'anno" (Goodbye & Hello) - Diciannovesimi Taiwan Golden Melody Awards, "Miglior produttrice discografica" (Goodbye & Hello) - Quattordicesimi Singapore Hit Awards, "Miglior artista locale" (Goodbye & Hello) - Quattordicesimi Singapore Hit Awards, "Miglior artista compositrice" (Goodbye & Hello) - Ottavi Global Chinese Music Awards, "Miglior album" (Goodbye & Hello) - Ottavi Global Chinese Music Awards, "Miglior produttrice discografica" (Goodbye & Hello) - Ottavi Global Chinese Music Awards, "Premio Eccezionale Regionale" (Singapore) - Ottavi Global Chinese Music Awards, "20 Golden Hits più popolari" per '达尔文' - Ottavi Global Chinese Music Awards, "Premio Eccezionale Regionale" (Singapore) |